# Rio Iguará
Rio Iguará är ett vattendrag i Brasilien.   Det ligger i delstaten Maranhão, i den nordöstra delen av landet, 1 400 km norr om huvudstaden Brasília.
Omgivningarna runt Rio Iguará är huvudsakligen savann. Runt Rio Iguará är det glesbefolkat, med 17 invånare per kvadratkilometer.